# Brezovo Brdo
Brezovo Brdo – wieś w Słowenii, w gminie Hrpelje-Kozina. 1 stycznia 2017 liczyła 26 mieszkańców.